# 菊地俊介
菊地 俊介（きくち しゅんすけ、1991年10月4日 - ）は、埼玉県大宮市（現：さいたま市見沼区）出身の元プロサッカー選手、サッカー指導者。現役時代のポジションはミッドフィールダー。

## 来歴
小学校1年でサッカーを始めた。中学校から大宮アルディージャジュニアユースで3年間プレーし、そのままユースへ上がることもできたが、出場機会を求めて伊奈学園総合高校へ進学した。
2010年、日本体育大学へ入学。大学1年の終わりまでトップ下など中盤でプレーしていたが、4年生が卒業し新チームに移行した際にセンターバックのポジションを務められる選手がいなかったため、監督からセンターバックにコンバートされた。大学2年時、最終ラインの中心選手として関東大学サッカーリーグ戦2部で優勝に貢献。結果的にこのコンバートが転機となり、4年時にはユニバーシアード日本代表に選出され、ロシア・カザンで行われた第27回夏季ユニバーシアードで銅メダルを獲得した。
2014年、湘南ベルマーレへ入団。2016年3月、トレーニング中に負傷。右膝前十字靭帯損傷で全治8か月と診断を受けた。この年こそ出場機会は減ったが、結果的に湘南所属時代は主力選手の一人として出場を続けた。
2020年、大宮アルディージャへ完全移籍。
2022年11月14日、大宮アルディージャは契約期間の満了と来季に向けた更新を行わないことを発表。同年12月28日、愛媛FCへの完全移籍が発表された。
2023年、開幕前に左膝前十字靭帯を損傷し、全治8か月の診断を受ける。それでも、シーズン終了間際の第37節ヴァンラーレ八戸戦で復帰兼デビューを果たし、わずか18分の出場で1ゴールを挙げた。続く第38節のFC大阪戦では後半から出場し、アディショナルタイムに決勝点を挙げてチームを勝利に導いた。大怪我からの復帰直後に短い出場時間で2試合連続ゴールを挙げるこの活躍ぶりは、サポーターに大きなインパクトと期待感を与え続けている。
2024年11月15日、愛媛FCから契約満了による退団が発表。
2025年1月15日、現役引退を発表。

## プレースタイル
様々なポジションで活躍できる、ユーティリティープレイヤー。
こぼれ球への反応、予測が早く。両足、頭でもゴールも決めることができる。

## エピソード
2023シーズン、愛媛FCでJ3優勝・J2昇格を果たした第35節FC今治戦にインフルエンザにかかりスタジアムに来られなかったことで優勝記念写真に入ることができなかった。
顔こそ濃い目でイジられる側ではないような顔をしているが本当はイジって欲しい。愛媛FCでは若手選手にイジられることも多くなってきたが、本人的にはイジられ待ちをするほど、心地が良く嬉しいと思っている。

## 所属クラブ
- 1998年 - 2003年 大宮春岡FC（さいたま市立春岡小学校）
- 2004年 - 2006年 大宮アルディージャジュニアユース（さいたま市立春里中学校）
- 2007年 - 2009年 埼玉県立伊奈学園総合高等学校
- 2010年 - 2013年 日本体育大学
- 2014年 - 2019年  湘南ベルマーレ
- 2020年 - 2022年  大宮アルディージャ
- 2023年 - 2024年  愛媛FC

## 個人成績
| 国内大会個人成績 | 国内大会個人成績 | 国内大会個人成績 | 国内大会個人成績 | 国内大会個人成績 | 国内大会個人成績 | 国内大会個人成績 | 国内大会個人成績 | 国内大会個人成績 | 国内大会個人成績 | 国内大会個人成績 | 国内大会個人成績 |
| 年度             | クラブ           | 背番号           | リーグ           | リーグ戦         | リーグ戦         | リーグ杯         | リーグ杯         | オープン杯       | オープン杯       | 期間通算         | 期間通算         |
| 年度             | クラブ           | 背番号           | リーグ           | 出場             | 得点             | 出場             | 得点             | 出場             | 得点             | 出場             | 得点             |
| 日本             | 日本             | 日本             | 日本             | リーグ戦         | リーグ戦         | リーグ杯         | リーグ杯         | 天皇杯           | 天皇杯           | 期間通算         | 期間通算         |
| ---------------- | ---------------- | ---------------- | ---------------- | ---------------- | ---------------- | ---------------- | ---------------- | ---------------- | ---------------- | ---------------- | ---------------- |
| 2014             | 湘南             | 2                | J2               | 30               | 3                | -                | -                | 2                | 1                | 32               | 4                |
| 2015             | 湘南             | 2                | J1               | 30               | 1                | 3                | 0                | 2                | 1                | 35               | 2                |
| 2016             | 湘南             | 2                | J1               | 7                | 0                | 0                | 0                | 2                | 1                | 9                | 1                |
| 2017             | 湘南             | 2                | J2               | 23               | 8                | -                | -                | 0                | 0                | 23               | 8                |
| 2018             | 湘南             | 2                | J1               | 26               | 7                | 6                | 1                | 0                | 0                | 32               | 8                |
| 2019             | 湘南             | 2                | J1               | 17               | 3                | 2                | 1                | 0                | 0                | 19               | 4                |
| 2020             | 大宮             | 9                | J2               | 23               | 2                | -                | -                | -                | -                | 23               | 2                |
| 2021             | 大宮             | 9                | J2               | 16               | 2                | -                | -                | 0                | 0                | 16               | 2                |
| 2022             | 大宮             | 9                | J2               | 27               | 4                | -                | -                | 2                | 1                | 29               | 5                |
| 2023             | 愛媛             | 18               | J3               | 2                | 2                | -                | -                | -                | -                | 2                | 2                |
| 2024             | 愛媛             | 18               | J2               | 30               | 2                | 1                | 0                | 2                | 0                | 33               | 2                |
| 通算             | 日本             | 日本             | J1               | 80               | 11               | 11               | 2                | 4                | 2                | 95               | 15               |
| 通算             | 日本             | 日本             | J2               | 149              | 21               | 1                | 0                | 6                | 2                | 156              | 23               |
| 通算             | 日本             | 日本             | J3               | 2                | 2                | -                | -                | -                | -                | 2                | 2                |
| 総通算           | 総通算           | 総通算           | 総通算           | 201              | 32               | 11               | 2                | 8                | 4                | 220              | 38               |

- Jリーグ初出場 - 2014年3月2日 J2第1節 対モンテディオ山形（Shonan BMW スタジアム平塚）
- Jリーグ初得点 - 2014年3月30日 J2第5節 対松本山雅FC（松本平広域公園総合球技場）

## タイトル

### クラブ
日本体育大学
- 関東大学サッカーリーグ戦2部 (2011年)

湘南ベルマーレ
- Jリーグカップ：1回（2018年）
- J2リーグ：2回（2014年、2017年）

愛媛FC
- J3リーグ：1回（2023年）

## 代表歴
- ユニバーシアード日本代表
  - 第27回夏季ユニバーシアード